# Golf de Fontainebleau
Le Golf de Fontainebleau est un golf de dix-huit trous ayant une longueur de 6 030 mètres par 72. L'architecte du golf est Tom Simpson. Il se situe à Fontainebleau dans le département de Seine-et-Marne en France. Le golf est ouvert toute l'année.

## Situation et accès
Le terrain est situé vers le côté ouest de la ville de Fontainebleau au sud du département de Seine-et-Marne ; il s'insère dans la forêt de Fontainebleau. Il est encadré par la route des Gorges de Franchard au nord, la route Léonard-de-Vinci à l'ouest, la route de la Faisanderie à l'est ainsi qu'une partie de la route d'Orléans (route départementale 152). L'aire est adjacente au stade équestre du Grand Parquet au sud, au lycée François-Couperin à l'est et au complexe sportif de la Faisanderie au nord.
Son accès principal est situé sur la route d'Orléans, accessible depuis le carrefour de l'Obélisque en partant de Fontainebleau. D'autres accès réservés se situent sur les autres côtés, notamment depuis la route de la Faisanderie.

## Histoire
Inauguré en 1909, le Golf de Fontainebleau est l'un des plus anciens golfs de France. Le marquis Jean de Ganay en fut le premier président.
Le parcours doit son tracé à l'architecte anglais Tom Simpson, qui réalisa également en France les golfs de Chantilly (1909), Morfontaine (1913), de Chiberta (1925), du Lys Chantilly (1929) et le New Golf de Deauville (1929). Il fut amélioré par l'architecte écossais Frederick W. Hawtree et bénéficia de cinq trous supplémentaires dans les années 1960, puis par son fils Martin Hawtree qui ajouta des bunkers et trois greens supplémentaires dans les années 1980.
Le parcours est implanté en pleine forêt de Fontainebleau, à 800 mètres de la ville, sur l'ancien parquet des chasses impériales. Ses fairways, relativement étroits, sont bordés d'arbres d'essences variées, de pins, mais aussi de bouleaux, de merisiers, de hêtres et de chênes centenaires. Ils sont défendus par 103 bunkers de sable fin, mais aussi par des taillis épais de bruyères, lilas, fougères et genêts. 
Grâce à son sol sablonneux, le terrain est souple et offre l'avantage d'être jouable quelles que soient les conditions atmosphériques. Son Club-house, de style normand, est décoré de trois fresques, œuvre de Paul Tavernier, artiste peintre de l'École de Barbizon. Le Golf Fontainebleau a été classé en 2001, par les lecteurs du magazine Golf Européen, 1er Golf de France, tous critères confondus, et figure 17e au Top 50 des golfs du continent européen de « Golf world ».

## Classement
À deux reprises en 2013 et 2017, le golf de Fontainebleau dessiné par Tom Simpson a été élu 1er golf de France par le magazine de la culture golf Fairways. Ce palmarès des plus beaux parcours de France est établi suivant plusieurs critères comme leur beauté, leur technicité, la pertinence de leur tracé et la qualité de leur entretien.